# Tittle Tattle Tree
Tittle Tattle Tree is een paratower in het Duitse attractiepark Phantasialand.

## Beschrijving
De attractie bestaat uit zes gondels, waarin bezoekers alleen kunnen staan. Deze gondels zitten vast aan kabels die aan een boom vastzitten. Wanneer de attractie begint worden drie gondels met een snelheid van 11 km/h omhooggetrokken naar een hoogte van 17 meter en dalen de andere drie gondels. Vervolgens herhaalt dit zich meerdere keren.
Rondom Tittle Tattle Tree cirkelt de baan van de attractie Winja's Fear & Winja's Force.